# Biserica Sfântul Arhanghel Mihail din Cărbuna
Biserica „Sfântul Arhanghel Mihail” din Cărbuna este un lăcaș de cult creștin-ortodox și monument de arhitectură de importanță națională din satul Cărbuna, raionul Ialoveni (Republica Moldova), construit în 1894.

## Istorie
Prima biserică din satul Cărbuna, pe atunci în ținutul Hotărniceni, a fost atestată în 1785 cu hramul „Sfinții Arhangheli Mihail și Gavriil”. Istoricul Ion Halipa o descria ca fiind „de lemn, slabă, înzestrată cu podoabe, veșminte și cărți bisericești”. O altă biserică de lemn a fost construită de către locuitorii satului în 1806.
Biserica de piatră, amplasată în centrul satului, a fost sfințită la 11 noiembrie 1894. Într-un document de arhivă despre bisericile din județul Tighina din anul 1943 se menționa: „Cărbuna, Biserica Sf. Voievozi, din piatră, acoperită cu fier zincat. Reparată în 1937, cu mijloacele parohienilor, ale primăriei și condicii pantahuze... Biserica s-a construit cu mijloacele credincioșilor din comună. Pe acele vremuri, neputând termina clădirea, locuitorii au făcut un împrumut la un mare proprietar dintr-un sat vecin, bani pe care credincioșii i-au achitat apoi la sfințirea bisericii, căci creditorul, după cum vorbesc cei mai în vârstă, la data sfințirii pusese o placardă pe care era scris că biserica aparține lui. De mândrie, creștinii au achitat imediat suma datorată, dând la o parte mândria creditorului, spălând pata și înjosirea creștinilor locali”.
În perioada regimului sovietic biserica nu a funcționat. A fost închisă în anul 1962 și redeschisă în 1989. Pictura de interior aparține maestrului Sergiu Fusu, realizată după redeschidere. La Biblioteca Națională din Chișinău se păstrează un „Antologhion”, editat în anul 1786 la tipografia Mitropoliei din București, care în trecut a aparținut bisericii din Cărbuna. Cartea a fost cumpărată de Nicolae Jătaru cu 18 lei de la Episcopul de Huși, Iacov în anul 1787.

## Preoți
La 23 mai 1798 a fost hirotonit preot pentru biserica „Sf. Voievozi” din Cărbuna, ținutul Hotărniceni, dascălul Varlaam. A îndeplinit și funcția de blagocin. Oficia slujbe la biserica din Cărbuna și în anul 1829 având vârsta de 63 de ani.
În 1806-1824 paroh a fost Vasile Spanache. A fost hirotonit preot pentru biserica din satul Molești, ținutul Lăpușna, în martie 1785, iar la 24 februarie 1806 a fost transferat la biserica din satul Cărbuna, ținutul Hotărniceni. A decedat la 6 aprilie 1824.
Între 1809-1818 a slujit Iftimie Procopie Butucea. S-a născut la 1779, fiu de mirean. În ziua de 14 septembrie 1809 a fost hirotonit preot pentru biserica „Sf. Voievozi” din satul Cărbuna, ținutul Hotărniceni, iar la 7 aprilie 1818 a fost transferat la biserica din satul Selemet, ținutul Bender.
În 1810-1848 a ținut slujbe Ieremia Spanache. S-a născut la 1777, fiu de țăran, fără studii seminariale, hirotonit preot în februarie 1810. A fost pensionat din cauza vârstei înaintate în martie 1848.